# Cleora propulsaria
Cleora propulsaria är en fjärilsart som beskrevs av Walker 1860. Cleora propulsaria ingår i släktet Cleora och familjen mätare. Inga underarter finns listade i Catalogue of Life.